# Comitatus
Comitatus war in der Antike der lateinische Begriff für eine bewaffnete Eskorte oder ein Gefolge.
Der Begriff wurde in verschiedenen Zusammenhängen genutzt. Im spätantiken Römischen Reich war der Comitatus, das Gefolge des Kaisers, der Begriff für den kaiserlichen Hof. Insbesondere im Zusammenhang mit der germanischen Kriegerkultur wurde er auch für eine Kriegsbande verwendet, die durch einen Treueeid an einen Anführer gebunden ist, und beschreibt die Beziehungen zwischen einem Heerführer und seinem Gefolge, oder Thanes (AE þegn). Das Konzept wird von Wissenschaftlern im Allgemeinen eher als literarische Trope als als historische Genauigkeit angesehen.
Die Wissenschaftler Bruce Mitchell und Fred C. Robinson beschreiben den Comitatus wie folgt:

“An heroic warrior brought up in this [comitatus] tradition would show a reckless disregard for his life. Whether he was doomed or not, courage was best, for the brave man could win lof [glory among men] while the coward might die before his time. This is the spirit which inspired the code of the comitatus. While his lord lived, the warrior owed him loyalty unto death. If his lord were killed, the warrior had to avenge him or die in the attempt. The lord in his turn had the duty of being generous to his warriors. He had to be the great fighter to attract men, a man of noble character and a generous giver of feasts and treasure to hold them”

„Ein heldenhafter Krieger, der in dieser [comitatus] Tradition erzogen wurde, würde sein Leben rücksichtslos missachten. Ob er nun dem Untergang geweiht war oder nicht, Mut war am besten, denn der tapfere Mann konnte Ruhm erlangen, während der Feigling vor seiner Zeit sterben konnte. Dies ist der Geist, der den Kodex des comitatus inspiriert hat . Zu Lebzeiten seines Herrn schuldete ihm der Krieger Loyalität bis in den Tod. Wenn sein Herr getötet wurde, musste der Krieger ihn rächen oder bei dem Versuch sterben. Der Lord wiederum hatte die Pflicht, seinen Kriegern gegenüber großzügig zu sein. Er musste der große Kämpfer sein, um Männer anzuziehen, ein Mann von edlem Charakter und ein großzügiger Spender von Festen und Schätzen, um sie zu halten.“

Das Comitatus-Ideal kommt in der altenglischen heroischen Literatur, wie in The Battle of Maldon, Beowulf, Battle of Brunanburh, dem Finnsburg-Fragment und der Geschichte von Cynewulf und Cyneheard vor. Der Comitatus wird auch durch einen christlichen Kontext in Werken wie Dream of the Rood untersucht, wo Christus eher als Kriegerkönig dargestellt wird, der mit dem Teufel kämpft und eine physische Niederlage für den spirituellen Sieg akzeptiert. Das Kruzifix oder Kreuz in dem Gedicht fungiert als Begleiter, „der durch seine Loyalität gezwungen ist, das Instrument der Hinrichtung seines geliebten Herrn zu werden“.
In der Neuzeit ist comitatus der (neu-)lateinische Terminus für eine Grafschaft (vgl. comes, County)
Siehe auch posse comitatus, was „Macht/Kraft der Grafschaft“ bedeutet (comitatus ist die 4. Deklination, daher ist die Genitiv-Endung ūs).

## Ursprünge
Der Terminus comitatus geht zurück auf den römischen Historiker Tacitus. In seiner Abhandlung Germania (98 n. Chr.), der comitatus ist die Bindung zwischen einem germanischen Krieger und seinem Herrn, die sicherstellt, dass dieser niemals das Schlachtfeld vor seinem Herren verlässt. Die Übersetzung sieht wie folgt aus:

„Darüber hinaus ist es eine lebenslange Schande, und Schande den Anführer zu überleben und sich vom Schlachtfeld zurückzuziehen.“

Tacitus betonte die Verleugnung des Anhängers und seine Abhängigkeit von seinem Gönner, dessen Prestige auf seiner Fähigkeit beruhte, erfolgreich Krieg zu führen und so seine Anhänger militärisch auszubilden. Loyalität wurde durch materielle Belohnung erfüllt.
Tacitus erklärt, dass germanische Heerführer nicht vom Mut ihrer Anhänger auf dem Schlachtfeld übertroffen werden sollten. Für den Heerführer wurde es als Schande angesehen, von einem mutigen Thane (Gefolgsmann) übertroffen zu werden. Die Heerführer sollten um den Sieg kämpfen, und ein Gefolgsmann sollte für seinen Herren kämpfen. Obwohl ein Heerführer entehrt wurde, wenn er von einem Gefolgsmann mutig übertroffen wurde, waren seine Anhänger in Ungnade gefallen, wenn ihr Mut nicht dem ihres Herren entsprach. Von einem Gefolgsmann wurde erwartet, dass sie ihrem Herrn gehorchen, ihn schützen und verteidigen und ihrem Herrn erlauben, Anerkennung für ihre eigenen Heldentaten zu erhalten. Die Herrlichkeit des Heerführers führte zur Herrlichkeit seiner Gefolgsleute. Wenn ein Heerführer im Kampf starb, wurde von seinem Gefolge erwartet, dass sie ihn rächen und den Kampf nicht verlassen. Eine Schlacht lebend zu verlassen, nachdem der Heerführer gestorben war, bedeutete lebenslange Schande für den Gefolgsmann.
Um eine Kriegsbande zusammenzuhalten, muss sie konsequent Krieg und Gewalt erleben. Tacitus sagt, dass germanische Krieger langfristigen Frieden nicht tolerierten. Nach einem Sieg wurde von einem Heerführer erwartet, dass er seinen Gefolgsleuten Geschenke gewährt, wie bspw. ein „begehrenswertes Kriegspferd oder einen Speer mit Blut eines besiegten Feindes. Ihre Mahlzeiten, für die reichlich, wenn gemütliche Gerichte zur Verfügung gestellt werden, zählen anstelle des Gehalts. Die Mittel für diese Aufgeschlossenheit kommen aus Krieg und Plünderung.“
In Bezug auf die Rüstung und Waffen der germanischen Krieger des späten ersten Jahrhunderts erklärt Tacitus, dass nur wenige lange Lanzen oder Schwerter trugen. Häufiger trugen germanische Krieger sogenannte Framen (Wurfspeere) oder scharfe Speere mit kurzen, schmalen Klingen, die in Nahkämpfen oder in Fernkämpfen eingesetzt werden konnten. Krieger, die zu Pferd kämpften, trugen einen Schild und einen Speer, und Fußsoldaten verwendeten oft einen Wurfspeer. Krieger kämpften laut Tacitus oft nackt oder „leicht in kurzen Umhang gekleidet.“ Nur wenige Krieger trugen Brustplatten oder Helme; alle getragenen Helme wurden jedoch aus Tierhaut oder Metall hergestellt. Ein Schild kann die Farben der Wahl eines Kriegers tragen. Den Schild auf dem Schlachtfeld wegzuwerfen oder vor der Schlacht zu fliehen, galt als Schande, die dazu führen könnte, dass einem Krieger die Teilnahme an Versammlungen und religiösen Ritualen und Opfern verboten werden konnte.
Tacitus beschreibt die Kampftaktik germanischer Krieger und behauptet, dass die Stärke germanischer Krieger eher in ihrer Infanterie als in ihrer Kavallerie lag, da die Pferde der germanischen Stämme nicht übermäßig schön oder schnell sind und Fußsoldaten die Geschwindigkeit haben, mit der Kavallerie Schritt zu halten. Die besten Krieger wurden zusammen mit der Kavallerie an der Hauptschlachtlinie platziert. Tacitus erklärt weiter die Kampfpraktiken germanischer Krieger: „Die Kampflinie besteht aus keilförmigen Formationen. Boden zu geben, vorausgesetzt, Sie kehren zum Angriff zurück, gilt eher als gute Taktik als Feigheit. Sie [germanische Krieger] bringen die Körper der Gefallenen zurück, auch wenn eine Schlacht in der Schwebe hängt.“
Der Comitatus wurde auch als indoeuropäisches Konzept angesehen, das der Römerzeit vorausgeht und von Westeuropa bis China praktiziert wurde, insbesondere unter eurasischen Steppenstämmen.
Im Römischen Kaiserreich wurde der Begriff Comitatus vor allem für das Gefolge des römischen Kaisers verwendet, wenn er auf Reisen war. Da nach der Herrschaftskonzeption Diokletians (284–305) die Kaiser keinen festen Sitz mehr haben, sondern beständig im Reich herumreisen sollten, wurde so aus dem Reisegefolge des Kaisers der eigentliche Hofstaat. So wurde der Begriff Comitatus in der Spätantike für den Hofstaat verwendet, selbst wenn der Kaiser nicht reiste. Hieraus leitete sich auch der Begriff Comitatenses für das bewegliche Feldheer ab.

## Förderung und Verwandtschaft
Im Frühmittelalter kann ein Herr die Kinder und Verwandten verbündeter Häuptlinge fördern, was bedeutete, seine Söhne an den Hof eines anderen Verwandten oder Herren zu schicken. Die Söhne würden dann mit anderen Jungen ähnlich ihrem Alter aufwachsen und die Kunst der Kriegsführung erhalten. Sie wohnten ab dem Alter von sieben oder acht Jahren am Hof, bis sie vierzehn oder fünfzehn wurden. Im Alter von vierzehn oder fünfzehn Jahren erhielten sie Waffen, die ihrem Status entsprachen und militärisch im Comitat dienen würden. Pflege trug dazu bei, Loyalität unter den Häuptlingen zu schaffen, oft weil ein Herr seine Söhne an anderen Höfen pflegte oder weil die Jungen, die er gefördert hatte, erwachsen geworden waren und selbst Heerführer geworden waren. Die Familie eines Herrn umfasste auch oft große Teile der Kriegsbande eines Herrn.
Die Beziehung eines Thanes zu seinem Herrn sollte auch über seine Bindungen zu seinen Verwandten gestellt werden. Zum Beispiel erwies sich in der Geschichte von „Cynewulf and Cyneheard“ der Comitatus als wichtiger als Verbindungen zur Verwandtschaft für die Mitglieder der Kriegerklasse, Krieger, die sich dafür entschieden, ihrem Heerführer treu zu bleiben, auch wenn diese Entscheidung bedeutete, einige ihrer eigenen Verwandten zu töten, die auf der Seite des Feindes waren.

## Feudale Entwicklungen
Comitatus, die Vereinbarung zwischen einem germanischen Herrn und seinen Untergebenen (seinem Gefolge oder einer Heerschar von Anhängern), ist ein Sonderfall von Klientel und ist eine Praxis des Feudalismus. Teilweise beeinflusst von der römischen Praxis der Schirmherrschaft (Patrocinium), – wie in den von Gaius Marius initiierten Marianischen Reformen veranschaulicht wird, einer allgemeinen Landverteilung an Offiziere nach ihrer Pensionierung sowie durch den späteren Bucellarius oder private Anhänger – entwickelte der germanische Comitatus sich schließlich zu einem Austausch zwischen einem sozialen Vorgesetzten und einem Untergebenen. Der Untergeordnete oder Vasall verspricht dem Herrn (Vorgesetzten) Militärdienst und Schutz. Im Gegenzug belohnt dieser den Untergebenen mit Land, Entschädigung oder Privilegien.

## Nomenklatur
Die germanische Bezeichnung für den Comitatus ist rekonstruiert *druhtiz, mit Altenglisch bildet dryht und druht, Altnordnisch drótt sowie Althochdeutsch truht* Schar, Gefolge. Äquivalente, um verschiedene Merkmale der Bindung zwischen Herrn/Anhänger hervorzuheben, umfassen das Vertrauenselement des frühen fränkischen antrustio, königlicher Leibwächter; der dänische vederlag oder Gesellschaft und die nordische Hird oder haushältliche Gefolgschaft.

## Frauen
Die Klage der Frau im Exeter-Buch verwendet die Sprache des Comitatus, um das Bewusstsein für den Konflikt zwischen dem Anspruch der Frau auf ihren Geliebten und den Brüderlichkeitsansprüchen des Herrn und seiner Anhänger zu schärfen: In den Worten von die Klage der Frau beginnend „die Verwandten dieses Mannes im Geheimen zu denken, dass sie uns trennen würden“. Wie typisch dies für das mittelalterliche Genre des Frauenliedes ist – mit dem romantischen Thema, dass eine Frau von ihrem Mann verlassen wird, weil er bei seinem trügerischen Herrn sein muss – ist jedoch umstritten. Selbst im angelsächsischen England, wenn das Exeter-Buch nur wenige Stücke enthält, die Frauen zeigen oder aus der weiblichen Perspektive geschrieben wurden, spielt Beowulf dagegen eine Rolle für Frauen genau bei der Stärkung des Zusammenhalts und der Einheit des Comitatus: so erhebt die „Friedensweberin“ (eine Frau, die in der Ehe gegeben wurde, um eine Fehde zu lösen) Königin Wealtheow die normative Behauptung, dass „Hier jeder Kamerad dem anderen treu bleibt/treu zum Herrn, liebend im Geiste. Die Thanes haben einen Zweck, die Leute sind bereit, nachdem sie getrunken und zugesagt haben, tun die Ränge, was ich bitte.“
Tacitus stellt fest, dass Frauen germanischen Kriegern des späten ersten Jahrhunderts geholfen haben, ihre Kämpfe zu führen. Laut Tacitus setzten sich Kriegsbanden häufig aus Männern einer Familie oder eines Stammes zusammen und hielten während der Schlachten ihre Frauen und Kinder in ihrer Nähe. Mütter und Ehefrauen von Kriegern behandelten Wunden und verglichen die Kriegsverletzungen ihrer Männer mit anderen Kriegern. Frauen gaben Kriegern im Kampf auch Ermutigung und Nahrung. Wenn ein Kampf in der Schwebe hing, behauptet Tacitus, dass Frauen der Sache geholfen haben, indem sie „ihre Brüste entblößten und sie den Kriegern die unmittelbare Bedrohung der Versklavung erkennen ließen – ein Schicksal, das die germanischen Männer verzweifelter um ihre Frauen als um sich selbst fürchteten.“ Die Germanen glaubten auch, dass die Frauen „ein Element der Heiligkeit und ein Geschenk der Prophezeiung in sich haben; und so verachten sie nicht, um ihren Rat zu bitten, oder ihre Antworten leichtfertig zu ignorieren“.

## Herausforderungen an die historische Genauigkeit descomitatus
Tacitus liefert viel von dem, was Gelehrte über die Bräuche der germanischen Stämme zu wissen glauben. Tacitus’ Germania muss jedoch kritisch betrachtet werden, da seine Beschreibungen der Germanen teilweise verwendet wurden, um die Korruption und Weichheit des Römischen Reiches um 100 n. Chr. zu kritisieren.
Außerdem sind viele von Tacitus’ Informationen kein Wissen aus erster Hand, sondern Informationen, die er von anderen gesammelt hat. Viele der Beweise, die das comitatus stützen, finden sich Jahrhunderte nach den Schriften von Tacitus und werden durch mündliche heroische Poesie präsentiert. Infolgedessen wird das Comitat von Wissenschaftlern im Allgemeinen eher als literarisches Ideal denn als historische Realität angesehen. In Bezug auf Quellen, die das Comitatus unterstützen, behauptet Stephen Murillo: „Nur wenige Themen in der frühmittelalterlichen Geschichte sind so dunkel wie das Comitatus oder die Kriegerschar, vielleicht die grundlegende soziale und militärische Organisationseinheit der nachrömischen herrschenden Klassen fast alle Analphabeten, ihre Welt muss uns entweder durch heroische mündliche Poesie (die oft erst lange nach der Blütezeit der mündlichen Überlieferung aufgezeichnet wurde) oder durch feindselige klerikale Chronisten mit wenig Sympathie für die Werte der Kriegerscharen zu uns kommen.“ Stephen S. Evans, der das Comitatus in England im Zeitraum zwischen dem 5. und 8. Jahrhundert untersucht, gibt zu: „Angesichts des Mangels an Quellen für diese Zeit sowie der unterschiedlichen Entwicklungsgeschwindigkeiten der verschiedenen Königreiche ist es unmöglich, den genauen Grad zu bestimmen, in dem sich das Bild des Comitatus zu einem bestimmten Zeitpunkt oder an einem bestimmten Ort in den historischen Aufzeichnungen manifestiert hat.“ Obwohl Tacitus’ Werk Germanien im späten 1. Jahrhundert beschreibt, gibt es auch keine Garantie dafür, dass es die germanischen Gesellschaften des 5. Jahrhunderts widerspiegelt, als diese Reiche in ganz Europa begründeten.